# Junko Kawano
Junko Kawano (河野 純子, Kawano Junko)  est une conceptrice de jeu, productrice de jeu vidéo et écrivaine japonaise. Elle a aidé Yoshitaka Murayama à créer la série de jeux vidéo Suikoden. Créatrice et illustratrice de personnages à l'origine, elle a dirigé la série pour Konami après le départ de Murayama en 2002, écrivant et produisant Suikoden IV et son spinoff, Suikoden Tactics. 

## Biographie
Artiste nouvellement embauchée chez Konami en 1993, Kawano a été chargé de créer un RPG avec l'écrivain Yoshitaka Murayama, autre nouvelle recrue dans l'entreprise. Le projet était initialement destiné à une console de jeu vidéo développée en interne, qui a été abandonnée. Il a ensuite été rouvert pour faire partie des premiers jeux de Konami sur la prochaine console PlayStation de Sony. 
Kawano n'était pas directement impliquée dans les deux entrées suivantes de la série, elle a plutôt écrit, produit et conçu son propre titre, le jeu d'aventure Shadow of Memories  (publié sous le titre Shadow of Destiny en Amérique du Nord). Il a été publié pour la PlayStation 2 en 2001 et a reçu des critiques généralement positives, et plus tard porté à Windows/PC, Xbox et PSP. Après quelques départs de membres de l’équipe Suikoden en juillet 2002, dont le créateur de la série Murayama, un mois seulement avant la sortie de Suikoden III, Kawano a pris le contrôle créatif de la série. Elle a écrit et conçu Suikoden IV en 2004  et son spinoff, Suikoden Tactics en 2005 , avec pour optique d'autres opus sur la PlayStation 3 qui n’ont jamais été réalisés. 
Elle a écrit le successeur spirituel de Shadow of Memories en 2008, intitulée Time Hollow , et au jeu d’aventure/puzzle Zack & Ombra: The Phantom Amusement Park en 2010, tous deux publiés sur la Nintendo DS. 

## Travaux
| Jeu                                      | Rôle                                                  | Date de publication | Plate-forme                                                                   |
| ---------------------------------------- | ----------------------------------------------------- | ------------------- | ----------------------------------------------------------------------------- |
| Suikoden                                 | Designer                                              | 1995                | PlayStation, Saturn, Windows                                                  |
| Suikoden II                              | Autre (Thème de fin "La passion communale la storia") | 1998                | PlayStation, Windows, Mobile                                                  |
| Twinbee RPG                              | Planificateur                                         | 1998                | PlayStation                                                                   |
| Shadow of Memories                       | Auteure, réalisatrice, créatrice de personnage        | 2001                | PlayStation 2, Windows, Xbox, PSP                                             |
| Suikoden IV                              | Auteure, productrice, designer                        | 2004                | Playstation 2                                                                 |
| Suikoden Tactics                         | Auteure, productrice, designer                        | 2005                | Playstation 2                                                                 |
| Suikoden V                               | Remerciement spécial                                  | 2006                | Playstation 2                                                                 |
| Time Hollow                              | Auteure, designer                                     | 2008                | Nintendo DS                                                                   |
| Zack & Ombra: The Phantom Amusement Park | Auteure, réalisatrice                                 | 2010                | Nintendo DS                                                                   |
| Eiyuden Chronicle: Hundred Heroes        | Auteure                                               | 2023                | Windows, Xbox One, Xbox Series, Playstation 4, Playstation 5, Nintendo Switch |